# Koualio (Ténado)
Ne doit pas être confondu avec Koualio (Zamo).
Koualio est une commune rurale située dans le département de Ténado de la province de Sanguié dans la région du Centre-Ouest au Burkina Faso.